# HD 106574
HD 106574，又名BD+71 610，SAO 7532、HR 4659，是一颗恒星，视星等为5.71，位于銀經127.39，銀緯46.61，其B1900.0坐标为赤經12h 10m 22.6s，赤緯+70° 46.61′ 24″。